# Жуково (Клинський район)
Село Жуково — село у складі міського поселення Клин Клинського району Московської області Російської Федерації

## Розташування
Село Жуково входить до складу міського поселення Клин Найближчі населені пункти, Владикіно, Березино, Головково. Найближча залізнична станція Решетниково.

## Населення
Станом на 2010 рік у селі проживало 43 людей